# 塔悌螺
塔悌螺（学名：Temanella turrita），是中腹足目穴螺科Temanella的一种。主要分布于中国大陆，常栖息在潮间带。